# Sassari-Cagliari 1955
La Sassari-Cagliari 1955, settima edizione della corsa, si svolse il 27 febbraio 1955 su un percorso di 225 km. La vittoria fu appannaggio dell'italiano Donato Piazza, che completò il percorso in 5h49'26", precedendo i connazionali Vincenzo Zucconelli e Bruno Monti.
Sul traguardo di Cagliari 46 ciclisti portarono a termine la competizione. 

## Ordine d'arrivo (Top 10)
| Pos. | Corridore           | Squadra           | Tempo    |
| ---- | ------------------- | ----------------- | -------- |
| 1    | Donato Piazza       | Nivea-Fuchs       | 5h49'26" |
| 2    | Vincenzo Zucconelli | Legnano           | s.t.     |
| 3    | Bruno Monti         | Atala-Pirelli     | s.t.     |
| 4    | Nello Fabbri        | Legnano           | s.t.     |
| 5    | Luciano Ciancola    | Arbos             | s.t.     |
| 6    | Bruno Landi         | Leo-Chlorodont    | s.t.     |
| 7    | Luciano Pezzi       | Atala-Pirelli     | s.t.     |
| 8    | André Rosseel       | Terrot-Hutchinson | s.t.     |
| 9    | Agostino Coletto    | Fréjus            | s.t.     |
| 10   | Stefano Gaggero     | Bianchi-Pirelli   | s.t.     |